# 埃里希·门德尔松
埃里希·门德尔松（德語：Erich Mendelsohn，1887年3月21日—1953年9月15日）為20世紀具代表性的建築師之一。他最著名的作品約建於1920年代，他的艺术风格最恰当地应该被规为表現主義。

## 生平

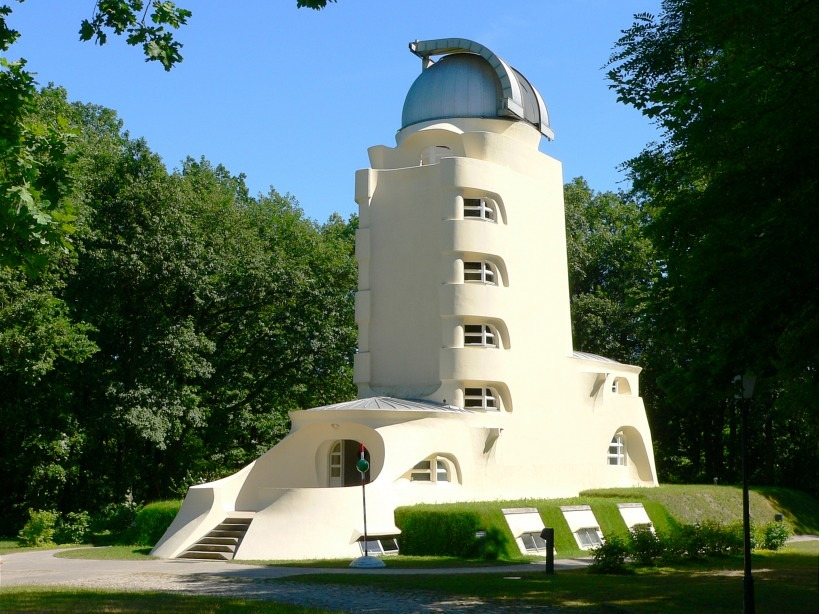
波茨坦的爱因斯坦塔

埃里希·门德尔松的母亲是一位制帽工人，他父亲是一位商人，他是六个孩子中的第五个。他在家乡读中学后赴柏林学商。1906年他去慕尼黑大学学国家经济，当时他就已经接受了錫安主義并加入了德国錫安主義协会。1908年他开始在柏林工业高校学建筑学，两年后又转到慕尼黑工业高校。1912年他以成绩优秀毕业。在慕尼黑他受到从1907年开始在那里教书的特奥多尔·菲舍尔以及表现主义团体蓝色骑士和桥社的成员的影响。
1912年至1914年之间门德尔松在慕尼黑以独立建筑物为职务。1915年他与一位大提琴家结婚，通过他的妻子他认识了同样会拉大提琴的天文物理学家埃尔温·芬莱-弗罗因德利希。弗罗因德利希的兄弟赫伯特是威廉皇家物理化学和电子化学研究所的副所长。弗罗因德利希希望能够通过建造适合的天文台来验证阿尔伯特·爱因斯坦的相对论。两人之间的友情促使门德尔松设计和建造了爱因斯坦塔。通过家庭的友情关系门德尔松还与卢肯瓦尔德的一家制帽厂的厂主结识为朋友。这些朋友关系使得门德尔松很早就获得了名声。门德尔松许多1918年以前画的工厂和大建筑的图（往往缩小了画在给他妻子的信的前面）保存下来了。

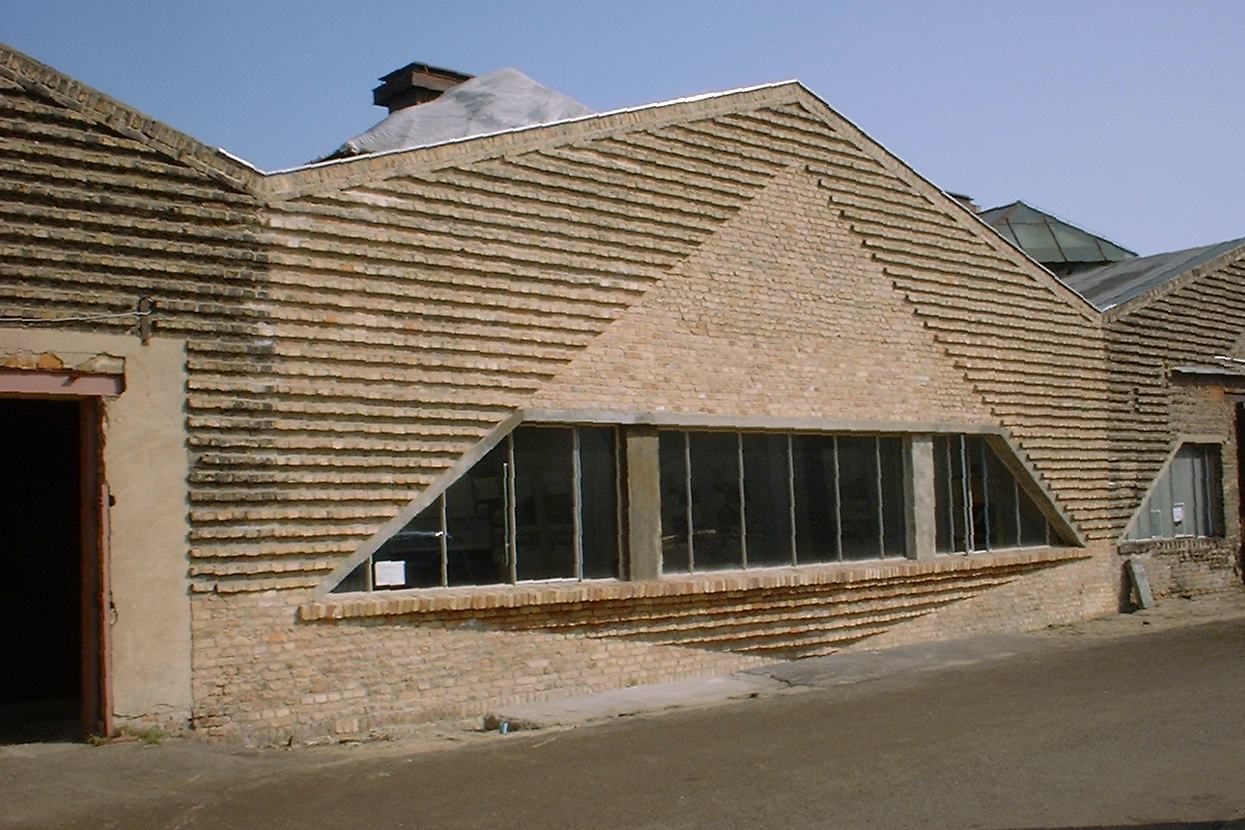
卢肯瓦尔德的制帽厂

### 1920年代
1918年末门德尔松从第一次世界大战的战场上返回柏林后开设了他的自己的建筑师办公室。通过建造爱因斯坦塔和卢肯瓦尔德的制帽厂他出名。1924年他与密斯·凡·德羅和沃爾特·格羅佩斯组织了一个进步建筑物的团体。在一次美国旅行中他遇到了他的榜样弗蘭克·勞埃德·賴特。
门德尔松的办公室不断扩大，最兴旺时他有四十名雇员，理查德·诺伊特拉曾在他的办公室实习。门德尔松的工作顺利也为他带来了很大的财富，1926年不满40岁的门德尔松就已经买下了一座老别墅。1928年他开始在一块4000平方米的基地上盖房，两年后这座新房建成。门德尔松专门发表了一本书来介绍这座阔气的新房。因此他也招惹了许多同行的嫉妒。
此时门德尔松的生意非常好，以至于他不得不拒绝一些请求。同时他也试着表现他对城市设计的意见，在他在柏林的选帝侯大街上建造的一座居住和商业混合建筑中他在四万平方米中缩小融合了一座城市所需要的一切功能。第二次世界大战中这座建筑遭到炸弹破坏，战后被修复（但修复的过程和计划遭到批评），现在这里是柏林勒宁广场舞台。

### 出逃
1933年纳粹上台后作为犹太人门德尔松不得不逃往英国。他的财富后来全部被纳粹没收了。至1936年他在英国与人合作。从1934年开始他开始在巴勒斯坦进行一系列的项目。此时孟德尔松认识后来的以色列总统哈伊姆·魏茨曼已经很长时间了。他开始为魏茨曼夫妇工作。1935年他在耶路撒冷开办了一个办公室。1938年他加入英国国籍。
从1941年至1953年门德尔松定居美国。至第二次世界大战末他在那里只允许做报告和出版书，因为他没有美国国籍和劳动许可，不过在这段时间里他为美国联邦政府顾问。在他的指导下在犹他州的一个武器试验区里建成了一个“德国村庄”。这个村庄里所有的房屋均是按照实际德国房屋建造的。在这里美军试验燃烧弹对各种德国建筑的效果。1945年他在旧金山定居，他主要为当地的犹太社群完成了一些项目。他因癌症逝世。

## 作品

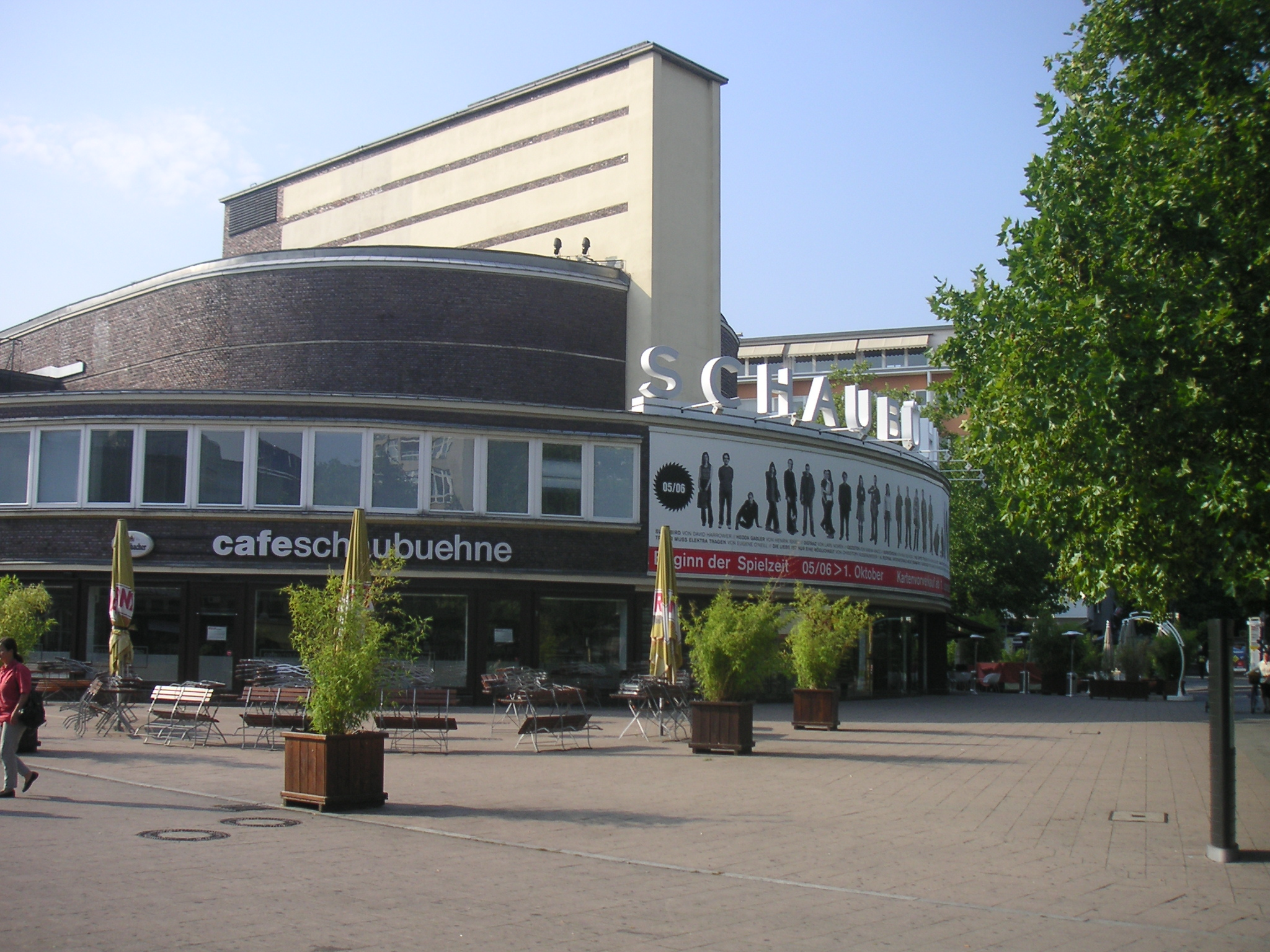
柏林的勒宁广场舞台

- 工人公寓，卢肯瓦尔德，1919年-1920年
- 赫尔曼花园亭子，卢肯瓦尔德，1920
- 改造豪斯雷本保险的管理建筑，柏林，1920年
- 愛因斯坦塔，波茨坦，1917年，1920年-1921年建筑，1921年-1924年设备
- 卡洛林广场上的双别墅，柏林，1921年-1922年
- 制帽厂，卢肯瓦尔德，1921年-1923年
- 改造和扩建鲁道尔夫·摩斯出版社，柏林，1921年-1923年
- 丝绸厂，格莱维茨，1922年
- 私人别墅，柏林，1923年-1924年
- 皮毛店，柏林，1924年-1929年
- 商店，纽伦堡，1925年-1926年
- 扩建和改造商店，杜伊斯堡，1925年-1927年
- 私人庄园别墅，柏林，1926年-1927年
- 商店，斯图加特，1926年-1928年
- 展售亭，科隆，1928年
- 商店，弗罗茨瓦夫，1927年-1928年
- 居住和商业大厦，柏林，1927年-1931年
- 犹太墓地，加里寧格勒，1927年-1929年
- 商店，开姆尼茨，1927年-1930年
- 德国金属工会建筑，柏林，1928年-1930年
- 哥伦布大厦，柏林，1928年-1932年
- 犹太青年中心，埃森，1930年-1933年
- 商店，奥斯陆，1932年
- 亭子，萨塞克斯，1934年
- 私人住房，伦敦，1933年-1935年
- 私人住房，伦敦，1934年-1936年
- 商店，伦敦，1935年-1936年
- 魏茨曼别墅，特拉维夫，1935年-1936年
- 私人别墅和图书馆，耶路撒冷，1934年-1936年
- 希伯来大学，耶路撒冷，1934年-1940年
- 希伯来大学附属医院，耶路撒冷，1934年-1939年
- 英国巴勒斯坦银行，耶路撒冷，1936年-1939年
- 政府医院，海法，1937年-1938年
- 犹太教堂，圣路易，1946年-1950年
- 医院，旧金山，1946年-1950年
- 犹太教堂，克利夫兰，1946年-1953年
- 私人住宅，旧金山，1947年-1951年
- 犹太教堂，大急流村，1948年-1954年
- 犹太教堂，圣保罗，1950年-1954年